# Gustav Weiss (Politiker)
Gustav Weiss  (* 21. Januar 1901 in Germersheim; † 17. Juni 1959 in Bremen) war ein deutscher Syndikus und Politiker. Er war Mitglied der Bremischen Bürgerschaft, (DP).

## Biografie
Weiss studierte Rechtswissenschaften und Staatswissenschaften, promovierte zum Dr. rer. pol., anschließend kaufmännische Ausbildung und Berufstätigkeit als Assistent und Justitiar in Steuerberatungs-, Revisions- und Treuhandfirmen; seit 1927 Geschäftsführer des Landesverbandes bremischer Haus- und Grundbesitzervereine und des Haus- und Grundbesitzervereins Bremen.
Seit Mai 1933 Mitglied in der Nationalsozialistischen Deutsche Arbeiterpartei (NSDAP) und von 1935 bis 1945 im Nationalsozialistischen Rechtswahrerbund.
Von Oktober – Dezember 1941 diente er als Soldat und anschließend bis 1945 Zollreserve.
Im April 1948 als „Mitläufer“ entnazifiziert; diese Einstufung wird Juli 1948 im Berufungsverfahren bestätigt.
Nach Kriegsende war er weiterhin als Geschäftsführer des Landesverbandes bremischer Haus- und Grundbesitzervereine und des Haus- und Grundbesitzervereins Bremen tätig.
Er war Mitglied der rechtsgerichteten Deutschen Partei (DP) und war für diese Partei von 1951 bis Juni 1959 (†) in der 3. und 4. Wahlperiode acht Jahre lang Mitglied der Bremischen Bürgerschaft und in der Bürgerschaft in verschiedenen Deputationen tätig.